# NGC 4142
NGC 4142 est une galaxie spirale barrée (intermédiaire ?) relativement rapprochée et située dans la constellation de la Grande Ourse. NGC 4142 a été découverte par l'astronome germano-britannique William Herschel en 1789.

## Caractéristiques
La classe de luminosité de NGC 4142 est IV et elle présente une large raie HI.

### Distance
Sa vitesse par rapport au fond diffus cosmologique est de 1 336 ± 13 km/s, ce qui correspond à une distance de Hubble de 19,71 ± 1,39 Mpc (∼64,3 millions d'al).
À ce jour, une quinzaine de mesures non basées sur le décalage vers le rouge (redshift) donnent une distance de 25,507 ± 4,254 Mpc (∼83,2 millions d'al), ce qui est à l'extérieur des valeurs de la distance de Hubble. Cependant, cette galaxie est relativement rapprochée du Groupe local. On obtient souvent des distances assez différentes pour les galaxies rapprochées en se basant sur le décalage en raison du mouvement propre de ces galaxies dans le groupe où l'amas où elles sont situées. Notons que c'est avec la valeur moyenne des mesures indépendantes, lorsqu'elles existent, que la base de données NASA/IPAC calcule le diamètre d'une galaxie.

### Brillance de surface
En raison d'une brillance de surface égale à 14,35 mag/am2, on peut qualifier NGC 4142 de galaxie à faible brillance de surface (LSB en anglais pour low surface brightness). Les galaxies LSB sont des galaxies diffuses (D) avec une brillance de surface inférieure de moins d'une magnitude à celle du ciel nocturne ambiant.

## Groupe de M109 et de M101
NGC 4142 fait partie d'un vaste groupe de galaxies qui compte au moins 41 membres, le groupe de M109 (NGC 3992). On retrouve parmi ses membres les galaxies NGC 3726, NGC 3782, NGC 3870, NGC 3877, NGC 3893, NGC 3896, NGC 3917, NGC 3922, PGC 37217 (identifié faussement à NGC 3924), NGC 3928, NGC 3931, NGC 3949, NGC 3953, NGC 3985, M109 (NGC 3992), NGC 4010, NGC 4026, NGC 4085, NGC 4088, NGC 4102, NGC 4157, NGC 4217 et NGC 4220.
D'autre part, dans un article publié en 1998, Abraham Mahtessian NGC 4142 fait aussi partie d'un groupe plus vaste qui compte plus de 80 galaxies, le groupe de M101. Plusieurs galaxies de la liste de Mahtessian se retrouvent également dans d'autres groupes décrits par A.M. Garcia, soit le groupe de NGC 3631, le groupe de NGC 3898, le groupe de M109 (NGC 3992), le groupe de NGC 4051, le groupe de M106 (NGC 4258) et le groupe de NGC 5457.
Plusieurs galaxies des six groupes de Garcia ne figurent pas dans la liste du groupe de M101 de Mahtessian. Il y a plus de 120 galaxies différentes dans les listes des deux auteurs. Puisque la frontière entre un amas galactique et un groupe de galaxie n'est pas clairement définie (on parle de 100 galaxies et moins pour un groupe), on pourrait qualifier le groupe de M101 d'amas galactique contenant plusieurs groupes de galaxies.

## Amas de la grande Ourse et superamas de la Vierge
Les groupes de M101 et de M109 font partie de l'amas de la Grande Ourse, l'un des amas galactiques du superamas de la Vierge.